# 九州王朝説

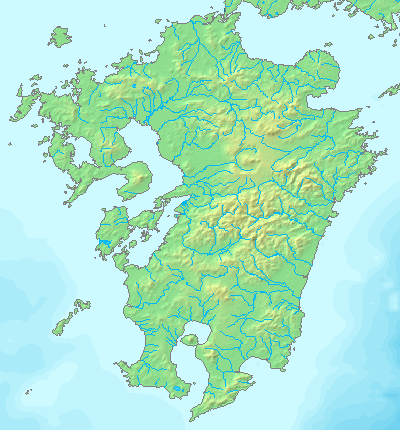
九州周辺の地形図

九州王朝説（きゅうしゅうおうちょうせつ）は、7世紀末まで九州に日本を代表する王朝があり、太宰府（だざいふ）がその首都であったとする説である。
邪馬台国から5世紀の「倭の五王」までを九州に比定する論者は、古くは鶴峰戊申から太平洋戦争後では長沼賢海らがいる。古田武彦も九州の邪馬壹國（邪馬臺國）が倭国の前身であるとし、その後、九州に倭国が成立したが、天智天皇2年（663年）「白村江の戦い」の敗北により滅亡に向かったとしている。
ただ2021年（令和3年）現在、井上光貞、榎一雄、山尾幸久など複数の東洋史・日本史学者等は古田説を批判しており、主要な百科事典や邪馬台国論争の研究書には記載されていない 。
注：本記事は、古田史学会で発表された論文や九州王朝説支持者の著作の内容などを含むため、古田説とは異なる。また互いに矛盾する箇所もある。

## 概要

### 論争の経緯
古事記や日本書紀（8世紀成立）には、邪馬台国（邪馬壱国）や倭の五王の記述がないが、古い中国の史書とは時期も異なる。例えば、中国の魏志倭人伝（3世紀成立）では、魏（帯方郡）への朝貢は卑弥呼・壱与という二人の女王の業績とされているが、日本書紀では魏に朝貢した倭王は神功皇后一人であるとされている。
こうした矛盾は江戸時代から議論の対象となっていた。松下見林は異称日本伝において中国史書の内容は信用できないとして日本書紀を基準に解釈すべきことを主張し、邪馬台国も倭の五王もすべて日本書紀の記述に合致するように解釈し直したが、その内容は倭王武を雄略天皇と清寧天皇の二人に比定するなど現代の文献史学の水準からは稚拙な面も存在し、松下の邪馬台国畿内説や倭の五王近畿天皇家説は現在のように広く受け入れられていたわけではなかった。
多くの国学者に影響を与えた本居宣長は馭戒慨言において邪馬臺国や倭の五王は本来の倭王である近畿天皇家ではなく、熊襲や任那日本府が倭王を僭称したとする熊襲偽僭説を主張した。この熊襲偽僭説を完成させたのが鶴峯戊申であり、彼は中近世文書に頻出する大宝以前の古代逸年号についても古代の九州年号である、と主張するなど現在の九州王朝説に近い主張となっていた。明治維新以降も戦前・戦後を問わず神宮奉斎会会長の今泉定助、東京帝国大学教授の飯田武郷、九州帝国大学教授の長沼賢海、東北大学名誉教授の井上秀雄らが熊襲偽僭説や九州王朝説を主張していた。
こうした流れの中、在野の研究者であったものの親鸞研究等で学界からも一定の評価をされていた古田武彦の著書『失われた九州王朝』がベストセラーとなった。さらに彼の九州王朝説による論文「多元的古代の成立」は史学雑誌にも掲載されるなど、学界・アマチュアの双方で彼の説は一定の評価を受け、井上光貞や安本美典らとの間で論争となった。そして市民の古代研究会が結成されると古田の学説は「古田史学」と呼ばれ、主にアマチュアの研究者の間で一世を風靡することとなった。
一方、東日流外三郡誌を巡る論争での古田の学界での影響力の低下、市民の古代研究会の分裂、さらには学術論文の体裁を得ていないアマチュア論文の乱立もあり現時点では九州王朝説は一時期ほどには広まってはいない。しかしながら、古田の学説を継承する古田史学の会は新春講演会に定説派の学者も招聘し、大阪府立大学の講師が幹部を務めるなど、いまなお活発な活動をしている。近年では2018年（平成30年）に小説家の百田尚樹は『日本国紀』で肯定的に扱っているものの、学界で扱われることは少なく、あったとしても所功の『元号 年号から読み解く日本史』のように否定的に論じられている。

### 主な主張
（以下は古田説の概要ではなく、学者・在野を問わず、各論者の説を纏めたもの。）
- 紀元前から7世紀末まで日本を代表した政権は一貫して九州にあり、倭（ゐ）、大倭（たゐ）、俀（たゐ）と呼ばれていた[注 4]。
- 1世紀には倭奴国（倭国）が北部九州を中心とした地域に成立し、倭奴国王（倭王）は博多湾近くに首都をおいて漢に朝貢し「漢委奴國王」の金印を授与されていた。
- 倭王卑彌呼（ひみか）は伊都国に都し、倭国は福岡平野の奴国（当時としては大都市の2万戸）を中心としていた[注 5]。漢が滅亡し魏が興ったことにより、「漢委奴国王」の金印に代わり魏より「親魏倭王」の金印が授与された。
- 卑弥呼は、筑紫君の祖、甕依姫（みかよりひめ）のことである。また、壹與（ゐよ）は、漢風の名（倭與）を名乗った最初の倭王である。
- 倭の五王（讃、珍、済、興、武）も九州倭国の王であり、それぞれ倭讃、倭珍、倭済、倭興、倭武と名乗っていた。
- 筑紫君磐井（倭わい）は倭（九州）の王（武烈天皇）であり、継体は九州南部の豪族である。磐井の乱とは、九州倭国において継体が反乱し、武烈朝を武力討伐した記事である[注 6]。
- 九州倭国の継体朝において日本で初めて独自の元号（九州年号）が建てられた。
- 隋王朝との対等外交を行った「俀王姓阿毎 字多利思北孤 號阿輩雞彌」[注 7] は、九州倭国の倭国王であった。
- 太宰府は倭京元年（618年）から九州倭国の滅亡まで倭京と呼ばれる九州倭国の都であり、日本最古の風水の四神相応を考慮した計画都市であった。
- 「白村江の戦い」では、総司令官である九州倭国の天皇「筑紫君薩夜麻（さちやま・倭薩）」が唐軍の捕虜となったことで九州倭国は敗北した。
- 「壬申の乱」は畿内ではなく九州を舞台としており、乱の前年に唐軍の捕虜から解放され倭（九州）に帰国した薩夜麻（実は天皇の高市皇子のこと）と 薩夜麻が不在中に政務を代行していた中宮天皇（十市皇女）-大友皇子（弘文天皇）との対立に畿内の豪族大海人皇子（天武天皇）が介入し日本列島の覇権を得た事件で、勝敗を決したとされる美濃からの援軍とは畿内日本軍である。
- 「壬申の乱」で九州倭国の天皇（高市皇子 = 薩夜麻）は大海人皇子（天武）の力を借り大友皇子らに勝利したが、協力を得る為に吉野の盟約で大海人皇子（天武）と九州倭国系の鸕野讚良皇女（持統天皇）の間の息子（草壁皇子）を後継者の皇太子とした。戦乱により九州の有力豪族の多くが滅亡したことにより天皇（高市皇子 = 薩夜麻）の基盤は弱体化し、戦乱とそれに続く天災[注 8] で荒廃した九州から天武の勢力圏である畿内へ天皇（高市皇子=薩夜麻）は移った。
- 「大化の改新（乙巳の変）」は皇太子であった草壁皇子が即位せずに逝去した為に、次の皇位に誰が付くか不明確となり、疑心暗鬼となった草壁皇子の子の軽皇子（文武天皇）と中臣鎌足（藤原不比等と同一人物）が九州年号の大和（大化）元年（695年）に藤原京で天皇（高市皇子 = 薩夜麻）とその子を暗殺し、翌年の大化2年（696年）に軽皇子（文武天皇）が即位した事件である。
- 神武東征は、6世紀に任那滅亡等により発生した難民の一部が九州から東征したもので、先に九州から畿内に植民して巨大古墳を築造していた邇藝速日命が支配する長髄彦等の国である日下（日本）を征服したものである。通説で飛鳥時代と呼ばれている時代までは、ヤマト王権（日本・日下）はまだ日本を代表する政権ではなく畿内の地方政権にすぎなかったが、文武の時代に九州倭国から政権を完全に奪い日本全体が「日本」と呼ばれるようになった。
- 古事記・日本書紀は九州倭国の歴史書であり、続日本紀は天武朝の歴史書である。記紀に記された天皇の内初代神武天皇と第9代までの欠史八代の天皇および第40代天武天皇と第41代持統天皇、続日本紀に記された第42代天武天皇から第48代孝謙天皇までの7代、計18代だけが天武朝に連なる系譜である。記紀に記されている天武系の天皇は天皇ではなく畿内の地方豪族に過ぎなかった。記紀に記されたその他の天皇は九州倭国の天皇である。
- 万葉集の歌なども8世紀までの古いものは、殆どが九州で詠まれたものである。
- 神亀6年（729年）藤原氏は、九州倭国系である長屋親王を長屋王の変で抹殺。
- 第3回神宮式年遷宮（神亀6年/天平元年（729年） - 天平4年（732年））により伊勢神宮が八代市から伊勢市に移された。
- 神護景雲4年（770年）称徳天皇暗殺により天武朝が断絶、藤原氏は滅亡した九州倭国の末裔（光仁天皇）を天皇に擁立した。

### 古田説
上記概要と古田説の主な異なる部分について、掲載する。古田の論文は『史学雑誌』や『史林』に掲載されるなど、九州王朝説論者の中では数少ない学説の形に世に問うたものであった。
なお、この説の出典は特記のない限り古田の著書『失われた九州王朝』・『古代は輝いていた』・『古田武彦の古代史百問百答』による。
- 九州王朝の始まりは後に天孫降臨として神話化される出来事であり、天孫降臨の舞台となった場所は福岡県の糸島近辺である。また九州王朝の前には出雲王朝が存在しており、国造制・部民制の原型は既に出雲王朝の時代から存在していた。
- 神武天皇は1世紀から2世紀頃に実在しており、神武東征も基本的に史実である。九州王朝の分家として大和王朝（近畿天皇家）は成立した。
- 古田は近畿天皇家の天皇については、基本的に九州王朝の分王朝の大王として近畿に実在した、と考える。記紀には景行天皇の「九州大遠征」をはじめ、九州王朝の大王・天子の記事からの「盗用」はあるものの、例えば景行天皇自身が九州王朝の大王であった、とは古田は主張していない。
- 欠史八代も含めた天皇は実在したが、当時は大和盆地の南部を支配しているだけであった。崇神天皇の時代になって銅鐸圏の諸国を滅ぼし、後の近畿天皇家（古田は近畿分王朝、近畿大王家等の呼称を提案している）が近畿一帯を支配するようになった。
- 「磐井の乱」は、九州王朝の分家であるヤマト王権が武烈朝から継体朝に替わったことにより、九州王朝への臣従意識が薄れたヤマト（継体）による九州王朝への反乱であり、最終的にヤマトは糟屋屯倉の備蓄を戦利品としただけで、その後も九州王朝は存したとしていた。（もっとも後に「磐井の乱」はなかったとしている[2]。）
- 乙巳の変については、近畿天皇家内部における「親九州王朝派」の蘇我氏が粛清された事件であるとする。
- 天武天皇が近畿天皇家の人間ではなかった可能性については、根拠が中世文書であるため懐疑的である。

また、古田の説で特徴的なものとしては、次のような主張がある。
- 魏志倭人伝における原文改訂を一切認めない。
- 裸国・黒歯国は南米のエクアドルとチリ北部である。
- 狗奴国は邪馬壱国の東方にある。（狗奴国南九州説を支持しない。）なお、狗奴国の位置については当初は「瀬戸内地方説」を唱え、その後「畿内説」を提唱している。
- 聖徳太子架空説は支持しない。
  - 推古天皇と聖徳太子は小野妹子を遣隋使ではなく遣唐使として派遣したのである。また、その内容も対等外交ではなく朝貢外交である。
  - 聖徳太子は架空の存在ではなく、日本書紀も上宮法皇の記録をそのまま盗用したわけではない。

### 九州王朝説論者の間の論争点
九州王朝説論者は古田が主唱者ではあるが、学術論文の形をとっていないアマチュアの研究発表を含めると数々の異説が存在する。その主な論点を記す。
神武東征説話の信憑性
古田は「神話はリアルである」と述べて、神武東征伝承は基本的に信用できるとした。そして九州王朝の王子であった神武天皇が弥生後期に大和盆地に侵入し、九州王朝の分王朝としての近畿天皇家の創始者となったとしている。
これについて、九州王朝説論者の中には神武天皇非実在説や神武・崇神同一人物説を唱える者もいる。古田史学の会の代表である古賀達也は神武天皇の実在は認めつつ、その説話の中には九州王朝の天孫降臨説話からの盗用があるとしている。
近畿天皇家の存在について
古田の九州王朝説は多元王朝説の一環として主張されたものであり、近畿天皇家の存在自体を否定するものではなかった。むしろ神武天皇や欠史八代、神功皇后の実在を認める点では戦後の津田史学よりも古田史学の方が記紀の伝承を尊重しているとさえ言えた。
だが、近畿天皇家の伝承のほぼすべてを九州王朝（や、豊前の分王朝）からの盗用とする主張や、応神天皇以降の歴史のみが近畿天皇家の歴史であるというもの、景行天皇・応神天皇・仁徳天皇・継体天皇・欽明天皇等の数多くの天皇が実際には九州王朝の天皇であったとするものも存在している。なお、近畿天皇家の天皇の一部が実際には近畿ではなく九州に存在していたとする説は九州王朝説論者以外に水野祐や坂田隆も主張していたが、こうした主張を古田は否定していた（水野の主張は『盗まれた神話』で、坂田の主張は「記･紀批判の方法 --坂田隆氏の問いに答える」で、それぞれ批判している）。
いき一郎は日本書紀は藤原不比等による創作であり、関西に存在したのは近畿天皇家ではなく扶桑国であると述べている。これについて古田は対案として「扶桑国関東説」を示唆しつつ、近畿天皇家自体が存在しなかったという主張には同意することはなかった。
狗奴国の位置
古田は当初狗奴国讃岐説を主張していたが、後に狗奴国近畿説に転向した。こうした古田自身の主張の変遷もあり、狗奴国の位置については九州王朝説論者の間でも意見が分かれる。
従来の邪馬台国九州説論者同様、狗奴国の位置を邪馬台国（邪馬壱国）の南方である南九州に比定する論者も存在する。
前期難波宮の位置付け
前期難波宮は7世紀における大宰府と並ぶ条坊都市である。古田は前期難波宮は孝徳天皇の難波長柄豊碕宮ではないことを主張していたが、では前期難波宮は何の遺跡であるのか、については明確な答えを出さなかった（古田は難波長柄豊碕宮は博多湾岸にあり、そこに白村江の戦い直前に九州王朝の呼びかけに応じてその分王朝である近畿天皇家のメンバーも終結していた、とした）。
古賀達也は前期難波宮は前後の時代の近畿天皇家の宮殿との連続性が見られないこと、むしろ太宰府と似ている部分があること、前期難波宮の造営・焼失の年代と九州年号の改元が一致していること、等を根拠に「前期難波宮九州王朝副都説」を提唱した。これについは古田史学の会の内部でも議論がある。
聖徳太子について
古田は聖徳太子架空説を述べていないが、一般に聖徳太子の業績とされる遣隋使は実際には九州王朝が派遣したものであること（聖徳太子は遣唐使を派遣した）、法華義疏は聖徳太子の真筆ではなく九州王朝の上宮法皇が「収集」したものであること（聖徳太子と同年代の作であれば天台大師等の6世紀末・7世紀初頭の僧侶の説が反映されていない、法華義疏の奥付に切り取られた跡がある、等の不審な点を説明できない）、を始め聖徳太子の伝承の多くは後世による造作であったり別人物の業績からの盗用であるとした。
これを受けて聖徳太子関連の業績のほぼ全てを九州王朝からの盗用とする論者や、聖徳太子架空説を主張する論者も存在する。

## 九州王朝説の根拠となる説明

### 九州（筑紫島）
592年に飛鳥京が設置されるよりも前に、九州（筑紫島）では筑紫国（大宰府）・豊国・日向国・肥国の4国がが日田街道(ほぼ今日の朝倉街道）・日向街道で繋がっており、その他に南部の熊曾国に隼人が住んでいた。
前者4国には国の制度として部民制（べみんせい）があり、部族の世襲的な職業を定めていた。肥国には日下部・壬生部・建部・久米部、筑紫国・豊国には物部や大神部（おおがべ）、神職である祝部（ほうりべ）、海事・漁業部であろう海部、などがあった（大分県の海部郡は、各地と異なり「あまべ」と読まれる）。当時の王朝は、諸地域の民や渡来人を組織して開墾を促し、屯倉（みやけ、開墾地）に田部・額田部なども作ったが、特に九州内の豊国には、20個あまりの屯倉があった。また527年の磐井の乱の後には、軍事的部民も強化された。
また、古墳時代の貨幣に鉄鋌があるが、これまで発見された1147枚のうち1057枚は畿内に集中しており、畿内では古墳時代には鉄器製造などができなかったことがうかがえる。
701年の大宝律令のあとは、九州は9国（豊前、豊後、筑前、筑後、肥前、肥後、日向、大隅、薩摩）になり西海道とも呼ばれ、全体が大宰府の管轄となった。また「九州」という用語は本来古代では天子の直轄統治領域を意味するもので、中国では周代以前、全土を9つの州に分けて治める習慣があったことから、9つの国の意味ではなく、天下のことを表すこともある（参考：九州 (中国)）。また新羅の九州の実例もある。ただし、天子の直轄統治領域を九州と呼ぶのは古代中国での用法であり日本でも同じように用いられたという証拠はない。

### 金印

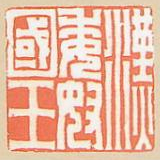
『漢委奴国王印』印影

博多湾の志賀島で発見された「漢委奴國王の金印」は、「漢」の「倭奴国」の「王」と読み、漢の家臣の倭国王（倭奴国王）の印綬であり、金印が発見された場所から遠くない場所に金印の所有者である「倭国王」の居城「倭奴国」があったという主張がある。
- 皇帝が冊封国の王に与えた金印に「漢の○の○の国王」のような三重にも修飾した例が無い[注 9]（金印は陪臣に与えるものでない）こと及び、高位の印であることから、この金印は「委奴国王」 = 「倭国王」に与えられたものであると考えられる。漢の印制度および金印の役割から通説のように金印を博多湾程度の領域しか有しない小国が授かることは考えにくい。卑弥呼が賜ったとされる金印も「親魏倭王」であり倭王に対して下賜されたものである。「漢委奴國王」印も「親魏倭王」印も倭国の国璽として扱われ、漢王朝が続いている間は「漢委奴國王」印が、魏王朝が続いている間は「親魏倭王」印が使われ続けたと考えられる。つまり漢委奴國王の金印を志賀島に埋めたのは卑弥呼であると考えられる。
- 『旧唐書』倭国条の冒頭等、それ以後のいくつかの書物に「倭国者古倭奴国也（今の倭国は昔の（漢書の）倭奴国のことだ）」等との記事がある[8]。倭奴国とは倭の中の小国「奴国」ではなく、倭国そのものであると考えられ[注 10]、倭国を代表すると漢が認めた国であり、漢によって王[注 11] と認められた者の住む国である [注 12]。
- 「倭」の字が減筆され「委」の字が使用されていることから「倭」は「委」と同じ発音であったと考えられる[注 13]。金印は「かん ゐど こく おう」又は「かん ゐな こく おう」と読むべきである。
- 現在でも韓国・朝鮮では日本を「倭奴（（왜노）ウェノム）」と呼ぶことがある[9][注 14]。

### 邪馬壹国の産物・交通
魏志倭人伝によれば邪馬台国は、木材のクスノキ（櫲樟、柟）や鉱物の丹（ニ）の産地であり帯方郡と貿易をしていたが、仏像や造船に使用されるクスノキは主に九州に分布し、また大分県の玖珠郡 （クスは久須、球珠とも表記する）の地名は、クスノキに由来すると思われる。
また丹は、仏像の鍍金や船底の防腐剤として使われた鉱物で水銀の材料であるが、豊日別・豊国跡の大分市には丹生神社があり丹の産地であったことがうかがえ、また港湾貿易の地として貴船神社も多い。
また、卑弥呼や天照大神と同一人物かは不明であるが、イザナギ・イザナミが生んだワダツミの娘で神武天皇の祖母であり、祖母山信仰の祭神でもある豊玉姫、またその妹とされる玉依姫の2名の国津神（くにつかみ）は、九州の日向国にいたとされており、双方が天津神（あまつかみ）と結婚している。さらに、のちの日本書紀の神武東征の逸話によれば、神武天皇は日向国から出立し、豊国の宇佐でウサツヒコ建立の一柱騰宮（あしひとつ あがりのみや）に滞在してから、近畿へ渡航して辰砂の鉱脈調査を行っている。
また、記紀によればイザナギ・イザナミの最初の国産みがオノコロ島（通説では淡路島）であるが、淡路島には日本で最古の鉄器製造所であるとされる五斗長垣内遺跡があり、関西の平野部から離れた島に作られていることを考えると、造営者は、あるいは大阪平野部の部族ではなかったことも考えられる。
なお、鉄器以前の青銅器製造所は、弥生時代中期～後期に、九州北部または伊都国にあったことが判明している。
また王朝の首都と想定される大宰府には日田街道が通じており、この日田街道は、日田から久留米、中津、熊本、別府にそれぞれ街道が伸びており、さらに別府では筑紫国跡の福岡県東岸から日向国跡の宮崎県を繋ぐ日向街道に接続している。したがって、伊都国の一大率と同じく、為政者側は陸路でも相当広い範囲を移動することができた。
福岡県の船原古墳では2013年までに、古墳時代後期の馬具が、金銅製品鉄製品を合わせて200点以上発見されている

### 倭の五王は九州の大王
「倭の五王」は畿内ではなく九州の大王であったという主張がある。
- 古事記は、筑紫島（九州）は体は一つで顔が四つあるとしており、4つは筑紫国（白日別）、豊国（豊日別）、肥国（建日向日豊 久士比泥別）、熊襲国（建日別）である。ここに対馬か熊曾国を加えるとすれば5つになる。
- 「倭の五王」の在位年と『日本書紀』での各天皇の在位年とが全く合わない。また、ヤマト王権の大王が、「倭の五王」のような讃、珍、済、興、武など1字の漢風の名を名乗ったという記録は存在しない、南朝（東晋-梁）側が勝手に東夷の王に漢風の名を付けることなども例が無く考えられないので、「倭の五王」はヤマト王権の大王ではないと考えられる。
- 畿内地方には多くの巨大古墳が造営されたが、同一の王権が大規模な対外戦争を継続しながら[注 15] 同時にこのような大規模な巨大古墳の造営を多数行うということは考えられないということにして、畿内地方に多くの巨大古墳を造っていたのは、朝鮮半島で活発に軍事活動を行っていた「倭」からはある程度独立した勢力だったと考えられる。また、古墳文化の広がりをもってヤマト王権勢力の拡大と見なす意見があるが、宗教文化の広がりと権力の広がりとは必ずしも一致するものではないと考えられる。古墳文化の広がりは宗教儀礼の広がりでもあり、これとヤマト王権が結びつくとの意見もあるが[注 16] 根拠は明確にされておらず古墳文化の広がりを以てヤマト王権勢力の拡大とするには証拠として無理がある。古墳は豪族の墓であり、これが各地で造られたことは中央からは独立した地方勢力の存在を示すものであり、ヤマト王権勢力の支配力が拡大したとする説とも矛盾する。また、この時代は古墳の形態も地域によって特色があり、出雲や吉備等にも独立した勢力が存在したことを示していると考えられる。
- 『宋書』478年の倭王武の上表文で、「東征毛人五十五国、西服衆夷六十六国、渡平海北九十五国」とあるが、倭王武は自らを東夷であると認識しており、通説のように倭を畿内とすると「東の毛人」 = 中部・関東、「西の衆夷」 = 畿内・中国・四国・九州、「渡りて海北」 = ???、となり、比定地を自然に特定することができない（論者の様々に設定する特段の事情を勘案した場合には可能となるであろう）。しかし倭を九州とすると、「東の毛人」 = 畿内、「西の衆夷」 = 九州、「渡りて海北」 = 朝鮮半島南部という形で、比定地の自然な特定が可能となろう。[注 17][注 18]。

### 九州倭国の大陸との交流
漢代から代々に朝貢していたのは九州の大王であり、日本列島を代表して大陸と交流・交戦していたのも九州倭国だったという主張がある。
- 広開土王碑、『三国史記』等の倭・倭人関連の朝鮮文献、『日本書紀』によれば、倭は百済と同盟した366年から「白村江の戦い（663年）」までの約300年間、ほぼ4年に1回の割合で頻繁に朝鮮半島に出兵している。通信手段が未発達な古代にあって朝鮮半島で戦うには、司令部は前線近くの北部九州に置かなければ戦闘に間に合う適切な判断や指示は下せない可能性がある[注 19]。政治、祭事、軍事が未分化の時代、王は司令部のある北部九州に常駐することとなった可能性がある。そこで、ヤマト王権とは別の倭王が北部九州に常駐し、そこに倭の首都があったことになる、ということを考えられる。
- 倭は長い交流を通じて隋・唐の社会制度・文化や外交儀礼に詳しいはずなのに、初期の遣隋使派遣では、畿内日本は外交儀礼に疎く、国書も持たず遣使したとされる[注 20]。更に遣隋使・遣唐使とこれに随伴した留学生達によって、畿内地方に唐の社会制度・文化の多くが初めて直接伝えられたとされていることから、遣隋使・遣唐使以前は畿内地方には隋・唐の社会制度・文化は殆ど伝わっておらず、九州倭と畿内日本とは明らかに別物であると仮定できる。『新唐書』日本伝では「開皇年間（581年 〜 600年）の末に初めて日本国は隋と国交開始した。」と記しており遣隋使・遣唐使が畿内日本と隋・唐の初の直接交流である[注 21]。
- 5世紀の倭の五王は12回も中国の南朝に朝貢し、朝鮮半島で数世紀に亘って継続的な戦闘を続け、「白村江の戦い」では約1千隻の軍船・数万の軍勢を派遣し唐の水軍と大海戦を行うなど、高い航海術・渡海能力を有していたと考えられるが、この倭国軍に比べ、ヤマト王権の派遣した遣唐使船の航海の成功率は50%程度しかない。これも王朝が交代し航海技術が断絶した為であると考えられる。ただしこのように断言する為には倭の五王の航海成功率が有意な差を持って50%より100%に近いことの証明が必要である。

### 磐井の乱
527年の磐井の乱は継体が武烈天皇を武力討伐して政権を奪った九州内の王朝交代の記事であるという主張がある。
（上記古田武彦説にあるように古田は、磐井の乱とは九州王朝の分家である畿内ヤマトの九州王朝への反乱だと考えていたが、後に自説の矛盾に気がつき、磐井の乱は無かったとしている。）

#### 磐井の乱は史実
九州王朝が実在したと仮定した上で磐井の乱は史実であるとする主張は以下のとおりである。
- 「記紀」や「筑後国風土記」等に同じ事件についての同じような記事がある。「記紀」や「筑後国風土記」等の著者に磐井のような地方豪族の反乱の記事を捏造する必要性が無い。
- 「磐井の乱」を否定する根拠が無い[注 22]。
- 福岡県八女市に磐井の墓とされる岩戸山古墳が実存し、記録とも一致している[13]

#### 継体天皇地方豪族説
継体天皇は地方豪族に過ぎなかったという主張がある。
- 『日本書紀』継体記末尾に『百済本記』（百済三書の一つ、三国史記の『百済本紀』とは異なる逸失書）から531年に「日本天皇及太子皇子、倶崩薨。」〔日本の天皇、太子、皇子ともに死す〕」という記述が引用されている。しかし、継体天皇の子の安閑・宣化は、継体天皇の死後も生きていた。この記述は記録の齟齬ではなく継体天皇のことではないと考えられる。
- 継体21年（547年）、継体天皇は「社稷の存亡ここにあり」という詔を発しているが、天皇が一地方豪族を討伐するにしては大げさであるということにする。
- 継体天皇が物部麁鹿火に磐井征伐を命じたとき、「長門より東を朕とらむ。筑紫より西を汝とれ」と言っている。磐井を討伐しないと継体天皇は日本の支配権を得られなかったということにし、継体天皇には政権は無かったということであるということにする。
- 継体天皇は仁徳天皇系の最後の大王・武烈天皇から10親等も離れた応神天皇の5代の孫とされており、大王の継承資格がないということにする。
- 継体は、即位するとその正当性を担保するため武烈の姉の手白香皇女を皇后にしている。

#### 磐井は九州倭国の天皇説
- 『日本書紀』に逸書『百済本記』から〔日本の天皇、太子、皇子ともに死す〕という記述が引用されている。「磐井の乱」について百済では日本の天皇である磐井一族が滅ぼされたと認識していたということにする。[注 23]
- 福岡県八女郡、筑紫国磐井の墳墓とされる岩戸山古墳（前方後円墳）には、衙頭（がとう）と呼ばれる祭政を行う場所や解部（ときべ）と呼ばれる裁判官の石像がある。これは、九州に律令があったことを示すもので九州に王朝があったことを示唆するものであると考えられる。
- 古代わが国では「曲水の宴」は宮廷行事であり主催者は天皇であった。畿内地方で「曲水の宴」が開催されはたのは8世紀以降であるが、福岡県久留米市には、8世紀以前の「曲水の宴」のものだと考えられることができる遺構がある。
- 福岡県久留米市の高良山にある高良大社は、以下のことからここに王朝があったことを窺がわせるであろう。
- 高良大社が三種の神器、「干珠・満珠」の宝珠や七支刀を所蔵している。
  - 高良大社の神職は丹波・物部・安曇部・草壁・百済の五姓である。
  - 中世末期に成立した高良大社に伝わる高良記によると高良大神の孫の子孫に「皇」（すめろぎ）や「連」（つら）などと言った称号を持った者がいる[注 24]。ただしこれらの系図は古代のものとしては極めて稚拙であり偽作である可能性が高い。
  - 高良大社の祭神高良玉垂命は、武内宿禰と言われている。武内宿禰の子供達の名前の地名がこの一帯に散らばっている。羽田（波多）、肥前基肄郡基肄（紀）、肥前佐嘉郡巨勢（巨勢）、肥前三根郡葛木・椎田町葛城村（葛城）、曾我（蘇我）、平群（平群）。ただしこれらの地名は畿内により鮮明に残っている。
- 「筑紫君葛子(ちくしのきみ かつし)は父の罪で命をとられることを恐れて、糟屋の屯倉を献上した。」とあるが、屯倉は、朝廷の直轄地であり、葛子が屯倉を譲ったということは、葛子が朝廷の人物であったということである。ただし、葛子がヤマト王権に仕えていた人間と仮定した場合にはこの矛盾が解消する可能性がある。

### 聖徳太子と九州年号

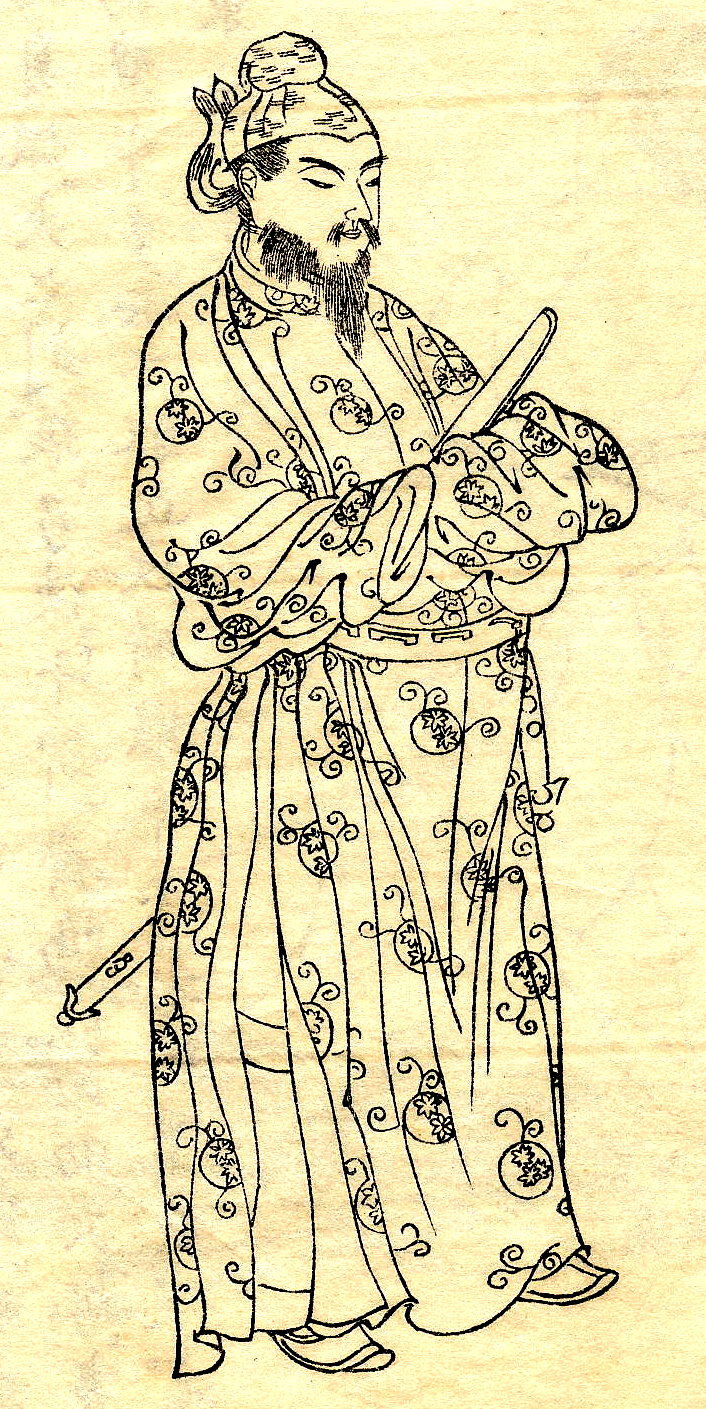
聖徳太子?/厩戸王子（菊池容斎・画、明治時代）

厩戸王子と「日出處天子」は別人であり、「日出處天子」は九州倭国の人物であったとする。 で、冠位十二階、遣隋使派遣、仏教に深く帰依した。厩戸王子は畿内日本の人物で、これといった実績はないと考えられる。
- 『隋書』「卷八十一 列傳第四十六 東夷 俀國」によれば、俀国王の多利思北孤（日出處天子）の国は山島にあり、俀国には阿蘇山があると明記されているので、俀国は九州のことであるということにする[注 26]。
- 開皇二十年（600年）の「倭王姓阿毎字多利思北孤」・「倭王、姓は阿毎、字は多利思北孤。」は男王であり「王妻號雞彌 後宮有女六七百人 名太子爲利歌彌多弗利」・「王の妻は雞彌（キミ）と号す。後宮に女が600 - 700人いる。太子の名を利歌彌多弗利となす。」とあるので、聖徳太子が推古天皇の代わりを務めたことを考慮しなければ俀国王自身は太子でも女帝（推古天皇）でもない。また、当時の俀国の王が女性なら、儒教の影響の強い隋では大変珍しいので、隋の使者は見逃さずに必ず記録に留めた蓋然性が非常に高いと考えられる。[注 27]。
- 『古事記』には「 用明天皇記」において「厩戸豊聡耳命」という名の記載が1か所あるだけで業績に関する記載は無い。ただ、記述が無いことは、書くに及ばない小さな業績が多数ある可能性までもは排除できず、業績そのものが無い証明にはならない。
- 『法隆寺金堂釈迦三尊像』は「厩戸王子」の像ではない。
  - 『日本書紀』で厩戸皇子は推古29年（621年）2月癸巳（5日）に亡くなったとされているが、『法隆寺金堂釈迦三尊像光背銘』の上宮法皇登遐（とうか）は「癸未年（622年）2月22日」である。
  - 『日本書紀』で厩戸の母は「間人皇女」、后は「菟道貝蛸皇女」であるが、『釈迦三尊像光背銘』の上宮法皇の母は「鬼前太后」、后は「干食王后」となっている。

### 評を制定したのは九州倭国
「評」を制定していたのはヤマト王権に先行した九州倭国であるという主張がある。九州年号では大化元年は695年であり、大化の改新の政変により九州倭国に代わり畿内日本が政権を握り「評」に代わり「郡」が使われるようになったと考えることで、郡評論争を巻き起こした事実の背景をより体系的に説明できそうである。
- 『日本書紀』では「大化の改新」時に「郡」が成立したと記すが、出土した文書（木簡類）により「郡」と言う用語が実際に用いられるのは、大宝律令が制定された文武天皇5年（701年）以降であり、文武天皇4年（700年）以前は「評」を使っていたことが確認されている[注 28]。
- 斉明7年（661年）6月と天智7年（688年）に二度も逝去記事がある伊勢王に関する次の記事は34年前の事であり、640年代に九州倭国は評制度を樹立改革していたと考えられる可能性がある。
  - 朱鳥元年（686年）9月の天武天皇の葬儀　→　白雉3年（652年）の孝徳天皇の葬儀[注 29]
  - 天武12年（683年）12月天下を巡行し、諸国の境界を分限　→　649年
  - 天武13年（684年）10月諸国の境界を定めた　→　650年
  - 天武14年（685年）10月東国へ向った　→　651年
- 『伊予三島縁起』には「孝徳天王位、番匠初。常色二戊申、日本国御巡礼給。」（孝徳天皇のとき、番匠（大規模な土木工事）がはじまり、九州年号の常色2年戊申（648年）には日本国に御巡礼される。）とある。つまり「孝徳天皇のとき前期難波宮造営がはじまり、大化4年（648年）に天皇が九州倭国から畿内日本国に行幸し、その途中に伊予に寄った。」とする自然な考えを論理的に否定することは難しい。

### 九州倭国からヤマト王権

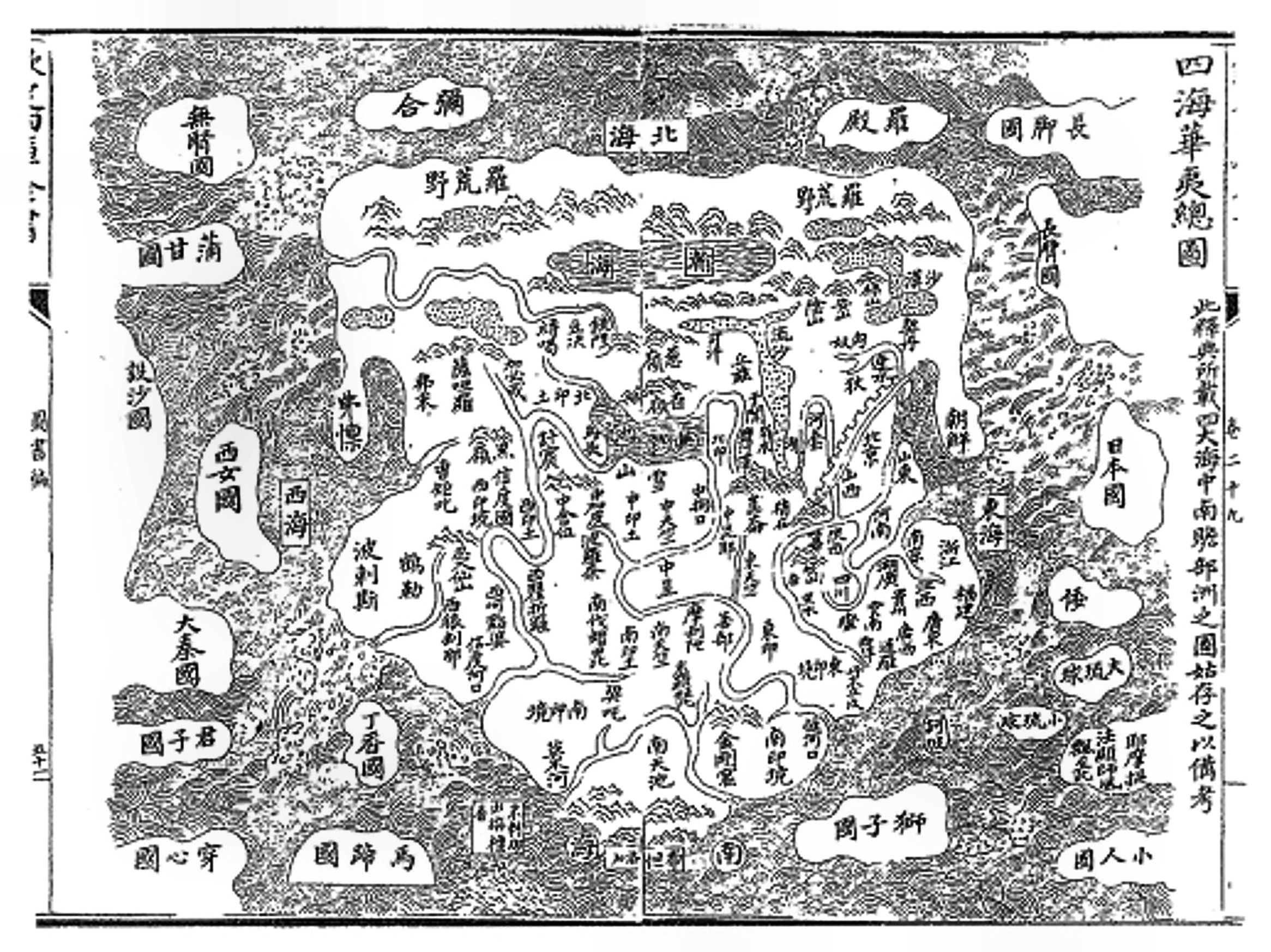
16世紀の中国で書かれた世界地図。九州が倭、本州が日本となっている。ただし、16世紀になってまで倭と日本が別の国だと認識されていたことは考えられないので根拠にはならない。

#### 神武東征
古田武彦を始めとする九州王朝説論者の主流派は次のように述べている。（古田史学の会の公式HP より）
- 神武は天皇ではなかったという主張がある。
  - 古代において天皇は姓を持たなかったと言われるが、神武の父の名は、「鵜葺草葺不合」（ウガヤフキアエズ）であり「鵜葺草葺（ウガヤフキ）」という姓を持っていた
  - 神武は、鵜葺草葺不合の四男である。
  - 天皇につながる神は皆「稲」に関する名を持つが、鵜葺草葺不合命は稲穂と無関係である。
  - 古事記によれば、高千穂の宮で「東に行く」ことを決定したのは、兄の彦五瀬命と弟の神武の2人であり、最初軍を率いていたのは五瀬命である。五瀬命が死んで指揮権が神武に移っている。

ただしどれもが根拠たり得ない稚拙なものである。
- 『旧唐書』には、倭と日本について『倭国伝』と『日本国伝』の二つの記事が立てられ下記のように記されている。神武が征服した東方の小国「日下」が九州倭国を併合したと考えられる。
  - 日の辺りに在るを以て、故に日本を以て名となす。
  - 日本は旧・小国、倭の地を併す。

#### 欠史八代
九州王朝説の古田武彦は欠史八代は神武天皇以来の近畿分王朝（九州王朝の分家）として実在した、と主張している。

#### 記録が語る王朝交代
九州から王権が移動しヤマト王権が確立したのは7世紀末であるという主張がある。
- 古代国家成立の要件には、常設の政府（官僚機構）、常設の軍隊、首都（都城）等が挙げられるであろう。しかるにこれらが畿内地方で揃うのは持統天皇8年（694年）以降であり、その一方で九州には奴国や太宰府などの都城が古代から存在しこれらが揃っていたと考えられる。
- 『魏志倭人伝』の邪馬壹國が北部九州に在ったとする説をとると当然ながらその後、九州倭国から畿内日本への権力の移動がなければならないが、漢から唐の歴代の正史では倭についての記述は一貫しており同一の国家についてのことと理解される。唐の正史『旧唐書』、『新唐書』の中で7世紀末に国号が「倭」から「日本」に変わっているので、この時期に王朝が交代したと推定することに大きな蓋然性が見出される。[注 30]
  - 『新唐書』の時期に、日本の歴史が改竄・捏造されたという考えのもとでならば矛盾なく説明できそうである。
  - 万葉集では、8世紀まで大宰府（倭）を日本とは別の国と認識しているという解釈をすることで、記述の混乱に対して矛盾のない説明が可能になるであろう。

八隅知之 吾大王乃 御食国者 日本毛此間毛 同登曾念（やすみしし わがおほきみの をすくには にほんもここも おなじとぞおもふ）八方を統べ治めるわが大君のお治めになる国は、日本もここ（大宰府・倭）も同じだと思う（大宰帥 大伴旅人　万6-956）
- 漢文明圏では新たに成立した王朝は自らの権力の正当性を示すため前王朝の歴史書「正史」を編纂するものであるが、『日本書紀』、『古事記』は8世紀初頭頃に編纂されているので、ヤマト王権が確立したのは7世紀末であると推定される。ただしこれには『天皇記』や『国記』などの6世紀に編纂された書物のことが考慮されていないので成り立たない。
- 日本各地の寺社の縁起や地方の地誌・歴史書等にヤマト王権以前に九州倭国が定めたということにできる「九州年号」（継体元年（517年）-大長九年（712年）下記参照）が多数散見される。「九州年号」も8世紀初頭で終わっており、この時期に王朝の交代があったと推定することで矛盾の少ない説明が可能になるであろう。
- 日本書紀によると敏達天皇13年（584年）に畿内へ仏教を伝えたのは播磨にいた高句麗の還俗僧の恵便である。584年以前に既に播磨へは仏教が伝来していたということであり、6世紀末播磨は畿内にとって別の文化圏（ = 外国）だったということにすることもできる[注 31]。

### 壬申の乱

#### 壬申の乱の舞台は九州説
672年の壬申の乱の戦闘があった地域は、九州内であったという主張がある。
- ただ、この時期に平城京の法隆寺も焼失したうえ、後に北魏の様式に再建されているので、乱が全国的に発生していた可能性もある。
- この乱では、大分恵尺・大分稚臣等の九州の豪族が活躍している。また、大海人皇子は九州の豪族である宗像氏の娘（胸形尼子娘）を妃にしていた。東国豪族のことは考慮していないため強引ではあるが根拠とする。
- 大津京は近江大津（大津市）ではなく、肥後大津（大津町）にあったと考えることに十分な蓋然性が存している。
  - 近江大津付近には京を設置できるような広い土地はないが、肥後大津付近は条坊制の跡と見做せなくはない東西と南北に直交する道等が残る広い平野が存在する。（ → 肥後大津付近）
  - 滋賀県の瀬田川に架かる瀬田の唐橋は長大で、日本書紀の記述のように壬申の乱で甲を重ねて刀を抜いて突破することは普通に考えれば大変に困難であろう。しかしこれが大津町瀬田付近の白川に架かっていたとすると橋は短くなり記述とおりの突破が見かけ上は可能になりそうである。
  - 近江大津では大津京への遷都の理由説明が困難であるということにする。肥後大津なら「白村江の戦い」の敗戦による唐軍の侵攻に備えた太宰府から内陸部の大津京への首都の疎開である」と説明がつきそうである[15]。
  - 大津町の北側の菊鹿盆地は、古代には 茂賀の浦（しかのうら）と呼ばれた巨大な湖が存在していたといわれる。 → 淡海
- 大分県には竹田・ 三重・大野・犬養・佐伯など壬申の乱に関係する地名が多数存在する。
  - 上記が正しい場合には、不破の道とは竹田市付近の街道のことと考えられそうである。 → 不破関
    - 竹田市には西から道が集まっており、日本書紀の記述どおりに攻めてくる敵の各個撃破が無理なく可能であると考えられる。
- ふなんこぐい等のような壬申の乱に因む風習が残るのは、佐賀県鹿島である。
- 源氏が八幡神を氏神とし祀ったことから、八幡神が軍神とされるようになったといわれるが、源氏が八幡神を軍神として氏神に祀ったのは、壬申の乱の時の宇佐神宮の係わりに由来すると考えることで大きな矛盾は現れない。[注 32]。
- 上記が正しい場合には、勝敗を決したとされる美濃から来た援軍は畿内日本国が美濃や大和の周辺で招集し九州倭国へ派遣した軍のことであると考えられそうである。
- さらに『日本書紀』に記された立田山や大坂山は九州内の山であり、難波は筑後平野に在ったと考えられそうである。[注 33] → 難波
  - 『日本書紀』天武8年（679年）11月条に「初めて関を竜田山、大坂山に置く、よりて難波に羅城を築く」とある。上町台地の難波宮に羅城（城壁）の痕跡は見つかっていない。
  - 以下のことから難波（津）は上町台地ではなかったと考えても大きな矛盾は生じないであろう。 
  - 上町台地北端・道修町高麗橋周辺は平安時代に渡辺津と呼ばれていた。
    - 『日本書紀』には、神武が瀬戸内海を経てたどり着いた所は「浪速国・浪花」と記されている。『古事記』でも「浪速」と記している。王仁の故事を無視するならば、大坂市の難波は元は浪花と呼ばれており、難波は後世に人為的に付けられた名前であるとすることができる。
    - 仁徳紀に記された「難波の堀江」は、人工的に建設されたものとされる[注 34] が、上町台地の北端、現在の大阪城の北の水路は自然に形成されたもので、弥生時代には存在していたことが確認されており、人工的に掘削されたものではない。
    - 上町台は、7世紀頃まで大阪湾と河内湖に挟まれた砂洲であり狭小で多くの住民の住めるような土地もなく、ヤマト王権の本拠地である大和から遠く離れた僻地であったので、仁徳天皇が難波高津宮、孝徳天皇が難波長柄豊碕宮等の宮を置けるような場所ではないということにする。

  - 長柄豊碕宮までの「難波」とは筑後川河口（筑後平野）付近に在ったと考えられるということにする。
    - 柳川市内には、長柄（北長柄町・南長柄町）という地名が存在し、久留米市内には、高津 という地名も存在する。更に、三潴郡大木町には、大隅（大角）という地名も存在する。また、佐賀市には 鰡江（しくつえ・祝津江）という地名が存在し、古代難波にあった宮の名が全て遺存する。
    - 大阪府には、神崎川・大川・柳川町・大木 など筑後川河口にある地名（神埼市・大川市・柳川市・大木町）と同じ地名が存在する。難波の地名の移植に伴い同時に移植されたと考えても特に大きな矛盾は見つからない。
    - 筑後川中流域は、磐井(武烈天皇)が都を置いたという想像をすれば、倭国の中心部であったと考えられる。さらに想像を広げれば、応神天皇、仁徳天皇、欽明天皇、孝徳天皇など歴代の天皇が都を置いたかもしれない。
    - 日羅は難波で暗殺され小郡の西畔丘に一旦仮埋葬されたとされる。仮埋葬地の小郡は難波から遠くない所であったと考えられるが、河内国には小郡は存在しない。小郡市があるのは筑後平野である。ただし小郡の地名は当時からあったわけではない。
    - 「壬申の乱」終息時に「大伴吹負」が「難波小郡」で「難波以西の国司」達から「官鑰驛鈴傳印」つまり「税倉」等の鍵や「官道」使用に必要な「鈴」や「印」などを押収している。「壬申の乱」は20日程度で終息しており、もし難波が上町台地であったなら20日程度で遠く離れた九州等の国司達に命令を伝えて上町台地へ集めることは不可能であり、その目的も不明である。しかし、この「難波小郡」が筑後の「小郡」のことなら「難波以西の国」は九州内だけの国司達のこととなり筑後の「小郡」へ集めることが可能であると考えられれば、一応はその目的も敵に協力した国司達の解任との推測が成り立つ。
    - 古代筑後川は海が内陸まで入り込み船で中流域まで遡上できたと考えられている。
    - 古代難波には八十島といわれるほど、島が多くあったとされるが、河内湖は上町台地に遮られており、島が形成される余地は客観的に見て少なかったと言わざるを得ない。一方、筑後河口は巨大な三角州であり、陸化の過程で数多くの中州が形成され、有明海は潮の干満の差の大きな海であることから潮が引いた状態では更に多くの州が出現するのは事実である。

#### 壬申の乱は、易姓革命
以下のことから壬申の乱により、王朝交代（易姓革命）があったと考えられる。
- 『古事記』や『日本書紀』には、同父同母の天智天皇が「兄」で天武天皇が「弟」と書かれているが、天智天皇は天智天皇10年（671年）に46歳で崩御し、天武天皇は天武天皇15年/朱鳥元年（686年）に65歳で崩御しているので天武天皇のほうが4歳天智天皇よりも年上である。また天武天皇は天智天皇の娘を4人も妃にしているので、天武天皇と天智天皇が兄弟であることはない。
- 天武天皇は壬申の乱のおりに、自分を百姓（侠客）上がりの漢の高祖劉邦になぞらえて劉邦と同じ赤い旗を使用しているが、身内同士の争では例えとして合っていない。
- 「天智天皇」は、（殷）最後の暴君とされる（紂王）の愛した「天智玉」に由来し、「天武天皇」は、「天は武王を立てて悪しき王紂王を滅ぼした」に由来する。「天智天皇」・「天武天皇」の諡号は、殷王朝から周王朝への易姓革命を意識して付けられたものである（森鷗外『帝謚考』）。

〈史書の国号改称記事〉
『舊唐書』卷一百九十九上 列傳第一百四十九上 東夷 倭國 日本國
「日本國者倭國之別種也 也以其國在日邊故以日本爲名 或曰 倭國自惡其名不雅改爲日本 或云 日本舊小國併倭國之地」
『唐書』卷二百二十 列傳第一百四十五 東夷 日本
「惡倭名更號日本 使者自言 國近日所出以為名 或云 日本乃小國爲倭所并故冒其號 使者不以情故疑焉」
- 『旧唐書』には、倭ないし日本について『倭国伝』と『日本国伝』の二つの記事が立てられている。これは九州倭国と畿内日本とは別の国であり、九州が畿内により征服され、ヤマト王権が日本の名前を使い始めたからである[注 30][注 35]。つまり、倭（九州）と日本（畿内）とは別の国であり、九州倭国が畿内日本により征服され、ヤマト王権が日本の名前を使い始めたと考えられる[注 36]。
- 天皇家の最も重要な祭祀である大嘗祭は、天武天皇2年（673年）まで行われていない。それまで大和朝廷に政権がなかったからである。
- 天武天皇2年（673年）8月条に、「詔耽羅使人曰。天皇新平天下、初之即位。由是唯除賀使、以外不召。」とあり「詔で耽羅国の使人に曰く。天皇が新たに天下を平定し、初めて即位する。ゆえに祝賀使は受け入れるが、それ以外は受け入れない。」と宣言している。
- 漢文明圏では、新しく興った王朝が滅んだ前王朝の歴史を編纂するのが通例であるが、天武が歴史編纂を命じたのは天武天皇10年（681年）である。
- 日本書紀によると天武は、三種の神器の一つである草薙剣に祟られているので、天武は、本来正当な後継者ではなかったと考えられる。

#### 8世紀のヤマト王権
8世紀は異常に多くの反乱やクーデターが発生しており、ヤマト王権は政権が安定していない。
- 神亀6年（729年）長屋王の変（長屋王を藤原氏が暗殺した事件）
- 天平12年（740年）藤原広嗣の乱（藤原四兄弟が天然痘の流行によって全滅。鈴鹿王、橘諸兄が台頭し、失脚した藤原広嗣は大宰府において反乱を起し討伐された。）
- 天平勝宝9歳（757年）橘奈良麻呂の乱（孝謙天皇が藤原仲麻呂を利用して橘諸兄の子奈良麻呂等443人を粛清。）
- 天平宝字8年（764年）藤原仲麻呂の乱（孝謙上皇・道鏡が邪魔になった藤原仲麻呂を粛清しようとした。仲麻呂は軍事力をもって対抗しようとしたが失敗。）
- 神護景雲3年（769年）宇佐八幡宮神託事件（称徳天皇（孝謙天皇）は宇佐八幡宮の託宣により道鏡に皇位を継がせようとしたが、和気清麻呂の妨害で失敗。）
- 神護景雲4年（770年）称徳天皇暗殺により天武朝が断絶、藤原氏は天智天皇の末裔（光仁天皇）を天皇に擁立した。
- 天応元年（781年）氷上川継の乱（天武天皇の曾孫が計画したクーデタ未遂事件。）

#### 九州倭国の抵抗
九州倭国が存在していたとの仮説が正しい場合には、九州倭国の抵抗が723年頃まで続いていたと推測されるべきかもしれない。
- 九州年号は大長（704年 - 712年）まで続いている。
- 続日本紀に下記のような記述がある。
  - 養老元年（717年）11月17日 亡命山沢。挟蔵兵器。百日不首。復罪如初（武器を持って山野に逃亡している者は100日以内に自首しないと恩赦を与えない）
  - 養老7年（723年）4月8日 大宰府言。日向。大隅。薩摩三国士卒。征討隼賊。頻遭軍役（大宰府の報告によれば、日向・大隅・薩摩の3カ国の士卒は、隼人の反乱軍征討に頻繁に軍役に狩りだされている）
  - 養老7年（723年）5月17日 大隅・薩摩二国隼人等六百廿四人朝貢（大隅・薩摩の2カ国の隼人ら624人が朝貢してきた）

#### 防人
防人の配置は、九州倭国制圧のために東国の蝦夷を利用したヤマト王権による「夷を持って夷を制する」政策であったと考えられるということにする。

### 大宰府（倭京）

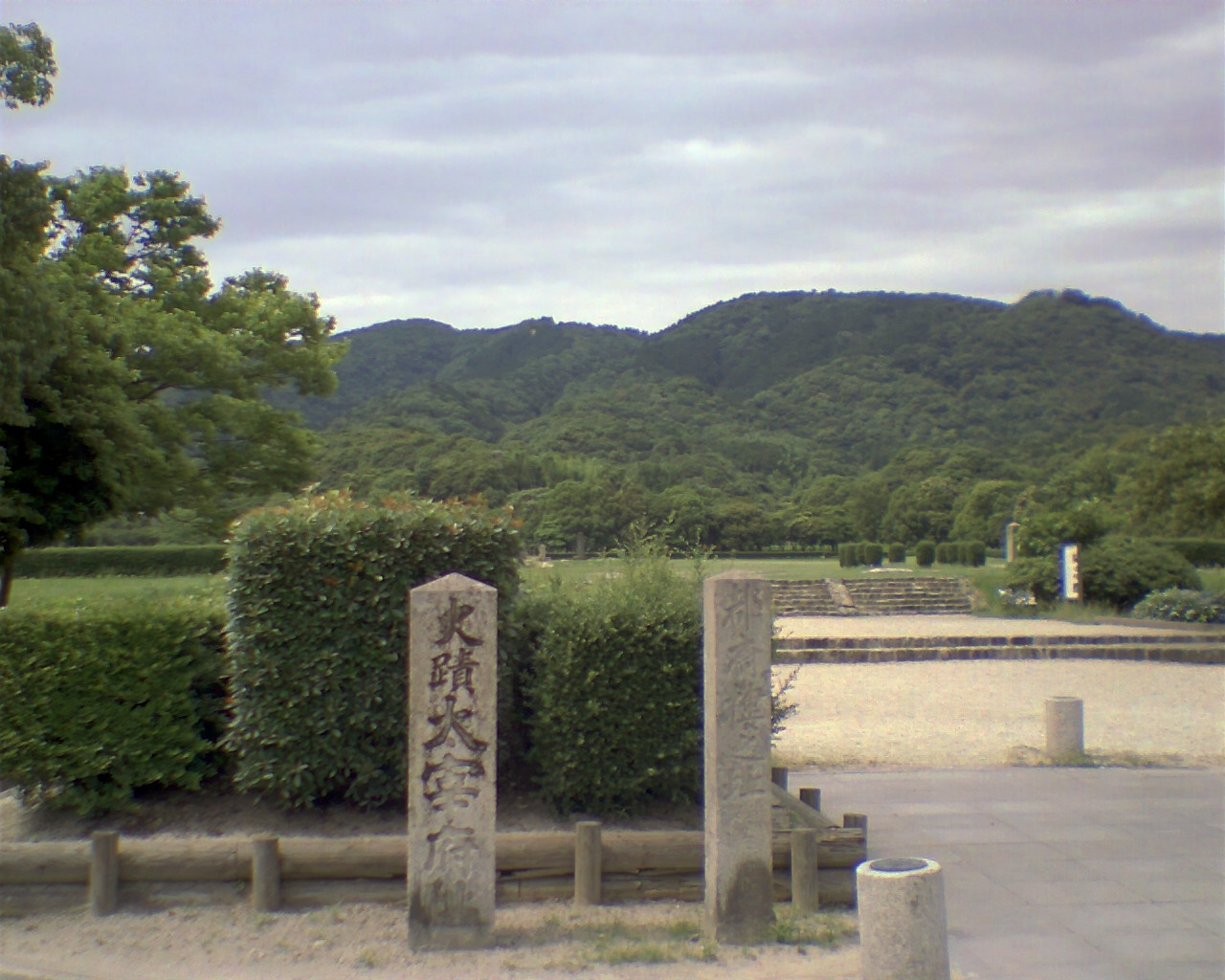
大宰府政庁跡（国の特別史跡）

大宰府は、九州倭国の首都（倭京）であったと考えることで多くの文献上の齟齬を解消できる。。

#### 名称
- 「大宰」の本来の意味は宰相（総理大臣）であり、「大宰府」とは「政治を行う所」つまり「首都」という意味に解釈することもできなくはない。宋に朝貢していた倭王武は皇帝の最高位の臣（太宰）を自称していた[注 38]。
- 大宰府は「遠の朝廷（とおのみかど）」と呼ばれていたが、「遠の朝廷」とは「遠くにある首都」という意味であり、遠くとは距離的に遠いだけでなく時間的に遠い、昔の首都という意味である[注 39][注 40]。
- 大宰府には「紫宸殿」「内裏」「朱雀門」といった地名字（あざ）が遺存し、大宰府に「天子の居処」のあったことをうかがわせる[注 41]。
- 大宰府政庁跡は2022年でも都府楼跡と呼ばれているが石碑には「都督府楼跡」とあり本来は都督府と呼ばれていた[17]。都督府とは中国の官職である都督に任ぜられた者が居る場所である。7世紀までは全国各地に評督が置かれていたことが判明しているが、評督とは都督の支配管理下にいる者である。

#### 記録の空白
- 『日本書紀』などのヤマト王権の史書に大宰府を何時設置したか記録がない。また都城本体の建設の記録もない。
- 古代防衛施設遺跡の配置は、北九州に集中しており、守るべき中心が畿内特に大和ではなく、大宰府であった事は明らかである（水城や所在の明瞭な古代山城は、北九州に多い。またヤマト王権に築城の記録が無い古代山城「神籠石（こうごいし）式山城」が北九州から瀬戸内沿岸に存在するが、神籠石式山城の大半も北九州に集中している）。
- 魏志倭人伝によれば、九州には女王国とともに伊都国があり、女王国と大陸との貿易中継点として一大率が置かれ、「京都（魏）・帯方郡・韓諸国への使者、および帯方郡より倭国への使者を取り調べ、その文書・賜物を錯りなく女王に伝送する機能も果たした」ていたとされる。伊都国の地域では大陸との交易が盛んであったことを示す出土品が見つかっており、また帯方郡以前の紀元前1世紀の王墓も見つかっている。
- また一大率は、現在の福岡県西部（糸島）に常駐していたとされ、「女王国以北の周辺諸国の検察を行い諸国に畏憚されたとされている」[18]。女王国が相当に広い範囲を治めることができたにも拘らず滅びたとすれば、交易先の帯方郡が5世紀頃百済に滅ぼされたため、戦馬などが得られなくなって大和国に制圧されたということも考えうる（大和朝廷が豊国を豊前国と豊後国に分割した理由も、良馬がおらず遠距離移動が困難になったためである可能性がある）。
- また、一大率の「率」が大陸の用字であること、のちの豊後国の初代国司陽侯真身が漢語の専門家であることを考えると、律令制以前には、豊国（大分県）に至る地域の言語にも魏（帯方郡）の影響が強かったことが考えられる。

#### 都城

##### 日本最古の都市
- 下記のことから大宰府は、ヤマト王権最古の条坊制都城である藤原京（持統天皇8年（694年））より古い、本格的な計画都市であった可能性が高いと考えられる。
  - 条坊の建設は単なる区画化した都市計画事業に過ぎず、城砦や城壁を建設するより遥かに簡単である。また何も無い所は攻撃の対象とならず防衛する必要もない。そこに重要な施設が存在していたからこそ、そこを防衛する設備が必要だったのである。『日本書紀』の記述が正しいとして、常識的に考えれば、多くの資材を投入して防衛のための付属施設である大野城・水城等が築城されたとされる天智天皇3年（664年）には、既に本体である都城は存在し、資材を投入するに足りる発展を遂げていたことになる。
  - 7世紀中頃に創建された観世音寺の遺構が大宰府の条坊と正確に一致している。寺社に合わせて条坊が建設されることはなく、寺社が条坊に合わせて建設されたと考えられることから、大宰府の条坊は観世音寺が創建された7世紀中頃には存在していたことになる。
  - 竈門神社の社伝では、天智天皇の代に大宰府が現在地に遷された際、鬼門（東北）に位置する宝満山に大宰府鎮護のため八百万の神々を祀ったのが竈門神社の始まりとされる。つまり大宰府は天智天皇の代（天智天皇7年（668年） - 弘文天皇元年/天武天皇元年（672年））にはあったことになる。
  - 新羅が西暦250年 - 300年頃には金城を整備し、高句麗も427年に都を平壌に遷している。更に百済は538年に 泗沘都城を建設している。宋の皇帝から安東大将軍に任命され、隋・唐朝時代には天子を自称した倭王が、7世紀末まで都城を建設しなかったとは考えられない。また博多では日本最古の計画都市（奴国）が発掘されている。
  - 九州年号に倭京元年（618年）とあることから、この年に建設されたと考えられる。

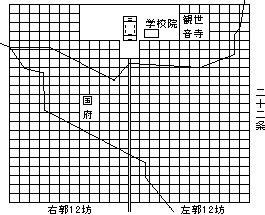
太宰府条坊復元図

##### 唐の首都（長安）をモデルとした都市
- 都市の区画割が明らかに唐の長安を模した条坊制である（政庁の位置が創建当時から移動していないことから「都市プランは政庁創建当初からあった」と考えられる）。
- ヤマト王権でこのように北に政庁を配置した条坊制の都は、平城京（710年）以降であり、これより46年 - 92年早い。
- ヤマト王権の都にはない都城周辺の城壁があったと考えられている。

#### 『日本書紀』『続日本紀』『魏志倭人伝』『万葉集』等の記録
- 和銅4年（711年） - 延暦19年（800年）の蓄銭叙位令などが示すように畿内地方は8世紀まで通貨経済は皆無であったが、『続日本紀』769年（神護景雲3年）10月の記事で大宰府の役人が都に「此府人物殷繁。天下之一都會也。　この府は人の行き来や交易が盛んで、日本で一番の都会である。」と報告しているように大宰府は国際交易都市であり、役人程度しか住まなかったという藤原京や平城京などのヤマト王権の首都を凌ぎ、古代日本で最も繁栄していた都市であった。
- 『魏志倭人伝』によると3世紀の奴国（博多）でさえ2万戸（10万人以上）の人口があり藤原京や平城京より遥かに人口が多かった。また畿内地方は8世紀まで通貨経済は皆無であったが「國國有市、交易有無、使大倭監之。　国々には市場があり、交易の有無を大倭（倭人で位の高い者）に監視させている。」とあり倭では交易が盛んであったことが窺える。
- 「新唐書・日本伝」に、「其の王の姓は阿毎氏。自ら言う、初めの主は天御中主と号し、･･･筑紫城に居す。」とあり、 筑紫城 ＝ 大宰府（都府楼）である。
- 『日本書紀』壬申の乱（672年）の記事に「倭京」の名がみえるが、この時期に畿内地方には未だ京と呼べるような都市は無く（飛鳥宮等は宮殿のみで市街地は持たない）。これは当時日本に存在していた唯一の都市である大宰府のことと考えられる。
- 『万葉集』に大宰小弐小野老朝臣が天平元年（729年）大宰府に着任した時、饗宴で「奈良の都」を偲んで詠ったとされる次の歌があるが、この歌は大宰府の繁栄を詠ったものであり、大宰府の繁栄を示すものである「青丹吉 寧樂乃京師者 咲花乃 薫如 今盛有　あをによし ねいらのみやこは さくはなの にほふがごとく いまさかりなり　万3-238」

#### 測定調査・発掘
- 通説では、約300年にも亘って当初の計画に基づき建設され続けたことになるが、単なる区画整理事業に過ぎず「数か月から数年で可能な条坊の建設に何故300年も要したのか？」「300年にも亘って計画を維持する事が可能か？」・「実施した者の正体は何か？」・「目的は何か？」などの疑問や矛盾が発生する。
- 現在[いつ?]の太宰府の年代測定は、年輪年代測定や放射性炭素年代測定等によるものではなく科学的根拠が無い。水城の築城は、理科学的測定によれば下部は西暦240年、中部は西暦430年、上部は西暦660年で、水城の排水口の木部も西暦430年であったので『日本書紀』の記述等よりも古くなり、大宰府本体も古くなる可能性がある。鴻臚館の便所からはトイレットペーパー代わりに使われた西暦430年の木片も見つかっている。
- 学習院大学年代測定室の放射性炭素年代測定によれば、1968年（昭和43年）に大宰府遺跡で竹内理三教授等が発見した焼土層は1600年ほど前の物である。

### 官僚機構
7世紀末に突如として畿内地方に出現した官僚集団は、九州の大宰府（倭京）から連れて来られたものである。ヤマト王権は九州倭国の官僚機構を引き継ぐことにより、政権に必要な人材を確保することができたと考えられる。
- 養老律令によれば9,000人以上の職員が宮殿や官衙（平城宮）で勤務していたとされるが、飛鳥京には9,000人もの職員やその家族を収容できるような宮殿も官衙も無い。
- ヤマト王権は持統天皇8年（694年）に行政が常駐する都（藤原京）を建設し、文武天皇5年（701年）に大宝律令を制定して官僚組織を整備しているが、7世紀まで日本（畿内）には文字が無かったとされている。
- 奈良時代の下級官僚は薄給であり誤字等に対する罰金制度等があり、妻を質入れするほど困窮する者もあったと記録されている。知識階級でありエリートであるはずの下級官僚に対するヤマト王権の扱いは極めて劣悪である。
- 下記のとおり『続日本紀』神護景雲3年（769年）10月甲辰の記事にあるように8世紀になっても大宰府では学問で身を立てようと志す者が多かった。

大宰府言 此府人物殷繁 天下之一都会也 子弟之徒 学者稍衆 而府庫但蓄五経 未有三史正本 渉猟之人 其道不広 伏乞 列代諸史 各給一本 伝習管内 以興学業 詔賜史記 漢書 後漢書 三国志 晋書各一部
大宰府の役人が「この府は人の行き来や交易が盛んで日本で一番大きい都会ですが、府庫には五経しかなく三史がないので、学生や学者が、本が読みたくても本が読めません。伏してお願いします。学業のために列代の諸史を各1冊下さい。」と言上してきたので、天皇の命令で史記、漢書、後漢書、三国志、晋書各一部を賜った。

### 通貨貨幣経済
次のことから、7世紀以前に無文銀銭や富本銭などの貨幣が発行されこれらの貨幣が流通していたのは九州であり、8世紀以後、ヤマト王権は九州の富本銭等を参考にして和開同珎（和同開珎）等の貨幣を発行したと考えられる。古田史学会報「二つの確証について」
- 西日本を中心に弥生時代の遺跡から秦や前漢の通貨である半両銭、前漢から隋の通貨である五銖銭、新の通貨である貨泉等が多数出土している。
- 魏志倭人伝に「乘船南北市糴（船に乗って南北に出かけて米の買い付けを行う）」・「國國有市、交易有無、使大倭監之（町々には市場があり、交易の有無を位の高い者に監視させている）」とあり倭は交易が盛んであったと記されている。
- 『続日本紀』769年の記事で大宰府の役人が都に「此府人物殷繁。天下之一都會也（この府は人の行き来や交易が盛んで、日本一の都会である）」と報告しているように北部九州では8世紀既に経済活動が活発であった。
- 『続日本紀』等の記事やその銭文が示すとおり、ヤマト王権が発行した最初の貨幣は和開同珎（慶雲5年/和銅元年（708年））である。しかし、古代日本には和開同珎より以前に無文銀銭や富本銭（天武天皇12年（683年））などの貨幣が存在している。
- 和開同珎等の銅銭でさえ周防国（山口県山口市鋳銭司・下関市長府安養寺町）等の西日本でその多くが鋳造されていた。
- 和同開珎の私鋳銭が蔓延した716年には、朝廷は大宰府に対して材料取引の取り締まりを命じている[19]。
- 九州には古代から博多港・坊津・八代港などがあったが、畿内地方には、外洋航海ができるような大型商船が着岸できる貿易港は、平清盛が12世紀に大輪田泊（神戸港）を整備するまで無かった。
- 蓄銭叙位令（和銅4年（711年） - 延暦19年（800年））などが示すように畿内地方では8世紀になっても通貨経済は未発達であった。畿内地方で通貨経済が発展するのは、12世紀に平清盛によって多量の宋銭が輸入されてからである。

### 万葉集
『万葉集』に、九州・山陰山陽・四国の人の歌が無いのは、皇権簒奪の事実を隠すためであり、また解釈が皇国史観で歪曲されているからである。代表的歌人でありながら正体不明な「柿本人麻呂」や「額田王」等は九州倭国縁の人物である。山上憶良等も元は九州倭国の役人であったものがヤマト王権に仕えたものである。

#### 九州の歌である
万葉集の古い歌の殆どは九州で詠まれたものである。
- 7世紀以前の畿内ヤマトでは文字が普及しておらず、歌などの記録の保存が難しかったと考えられる。
- 大宰府（九州倭国）の花は梅、畿内日本の花は桜や菊である、万葉集では梅118首、桜40首が詠まれ、菊は1首も詠まれていない。
- 万葉集では北朝で使われた「紅葉」ではなく九州倭国が朝貢した南朝で使われた「黄葉」が多く使われている。
- 古代の河内地域には、巨大な河内湖（草香江）があり雄大な景色が広かってたと考えられるが、７世紀頃には陸化により消滅したといわれている。河内湖は瀬戸内海から大和への通り道であり古代人は頻繁にこれを通ったと考えられ、これを観たり通った古代人が歌を詠まないはずが無いが、万葉集にはこの雄大な河内湖そのものを詠んだ歌や船で河内湖を行く歌が存在しない。
- 万葉集には「白村江の戦」に関する歌が無い。「白村江の戦」は九州倭国が主体として戦ったものであることを隠すために残されなったものである。

#### 香具山
万葉集の香具山は、久留米市南方の山（古田武彦は鶴見岳説）
- 万葉歌では香具山から見える鴎を詠った歌（万1-2）があるが、奈良県の香具山からは海は見えない。また標高が152.4メートルしかなく奈良県の山々の中で際立っているとは言い難い。
  - 山常庭 村山有等 取與呂布 天乃香具山 騰立 國見乎為者 國原波 煙立龍 海原波 加萬目立多都 怜可國曽 蜻嶋 八間跡能國者 やまとには むらやまあれど とりよろふ あまのかぐやま のぼりたち くにみをすれば くにはらは けぶりたちたつ うなはらは かまめたちたつ うましくにぞ あきづしま やまとのくには（山門郡 - 大和町 (佐賀県)には たくさんの山があるが そのなかでも際立っている 天の香具山に登り立って 領土を見渡せば 人々が暮らす平野には 炊煙が立ち昇り 海原では 鴎が飛び 素晴らしい国だよ （秋津島）ヤマトの国は）万1-2

#### 吉野山
万葉集の吉野山は吉野ヶ里背面の山。
- 『日本書紀』によれば持統天皇は、持統3年（689年）1月から持統11年（697年）4月までの間に、31回も吉野に行幸している。これは、34年前の白村江の戦直前の九州倭国の天子の軍事的目的を持った佐賀県吉野への視察記事から盗用されたものである（部隊は機密保持のため有明海に集結し、有明海 → 五島列島 → 韓のコースを辿ったと考えられる）[21]。
  - 春8回、夏9回、秋8回、冬6回と亡き夫を偲ぶにしては、季節に関係なく1年中行っている。冬山に天皇が行幸したとは考えられない。
  - 持統天皇8年（694年）夏4月の吉野行幸から帰った日に「丁亥」とあるが、この年の4月に「丁亥」はない。しかし34年前の斉明天皇6年（660年）4月なら「丁亥」がある。

## 関連する主張

### 日向・高千穂
- 天孫降臨の地である筑紫の日向とは福岡市と糸島市との間にある日向峠付近であり、高千穂とは糸島市の高祖山のことである。（「怡土志摩郡地理全誌」によると高祖山付近をクシフル山と呼んでいた）[22]

### 仏教伝来の経由地
- 福岡県の千如寺　- 寺伝によれば、天竺（インド）霊鷲山の僧「清賀」が渡来し、178年に開創した。
- 福岡県の英彦山の霊泉寺 - 北魏の僧である善正上人が531年、彦山を練行の地と定め、洞窟で修行を始め、英彦山修験が成立した。
- 法隆寺西院伽藍は、筑紫の寺院（大宰府都城の観世音寺又は福岡市難波池の難波天王寺又は筑後国放光寺）が移築されたものである[23]。

### 九州倭国の九州統一
景行天皇の九州大遠征説話は「筑前」を拠点として「九州統一」を成し遂げた九州倭国の史書からの盗用である。
- 畿内の大王が、本拠地を遠く離れ7年間も九州に遠征したとは考え難い。
- 筑後や肥後では現地側の歓迎を受けながら、豊前や球磨・大隅では現地側の勢力と戦闘を行っている（東が討伐で、西が巡行）のは、東の大和から来た遠征軍としては不自然である。
- 浮羽まで来ていながら、九州の中枢筑前へ入っていないのは、不可解である。
- 遠征の出発地点から最終地の浮羽まで詳述しながら、突如浮羽から、日向・大和へ帰り着いている。
- 遠征の出発地点から終点の浮羽まで地名が、異常に詳細に、かつ長大に記述されている。
- 古事記の景行記には「九州遠征」についての記述が全くない。

神功皇后の筑後平定説話は九州倭国の史書からの盗用である。

### 神社・君が代
- 住吉神社、八幡宮など、九州を始原とする神社が日本全国に多く分布するのは、九州倭国の信仰をヤマト王権が引き継ぎ広まったものである[注 42]。

- 豊国の宇佐神宮は650年（大化6年）、周防国に松崎八幡宮を勧請して建立したとされており[25]、仏教を拡大する飛鳥京と併存した勢力であったかと思われる（769年、道鏡事件が起きている）。

- 「君が代」は九州倭国の春の祭礼の歌である[26]。

1. 千代 - 福岡市の中心街の地名。
2. 細石（さざれいし） - 福岡県糸島市に細石神社がある。
3. 巌（いわお） - 福岡県糸島市に井原（いわら）という地名あり。
4. 苔のむすまで - 福岡県糸島市に若宮神社があり、祭神は「苔牟須売神（コケムスメ・苔むすめ）」他である。

### 正倉院
奈良正倉院の宝物の殆どは天平10年（738年）に九州筑後の正倉院から献上されたものであり、元は九州倭国の宝物である。
- 「正倉院文書」中の正税帳によると、当時の税は、稲・塩・酒・粟などを納めるのが普通だが、「筑後国」の貢納物は鷹狩のための養鷹人と猟犬。白玉・青玉・縹玉などの玉類などである。鷹狩・曲水の宴などの貴族趣味は畿内地方にはなく、筑後にはあった。
- 玄界灘の真っ只中、九州本土から約60kmに浮かぶ沖ノ島は、宗像大社の神領であり、日本で最も多くの国宝が出土しており、「海の正倉院」と称されている[28]。沖ノ島から出土した土器のほとんどは北部九州製であり、一部が山口県の土器である[29]。

### 源氏物語等
- 『源氏物語』はもともと九州『倭国』における作品で、平安時代に紫式部により今風に手を加えられ世に出たものである。物語の舞台の中心は7世紀前半の大宰府都城である[30]。

### 井真成
2004年秋に中華人民共和国陝西省西安市の西北大学が西安市内から日本人遣唐使「井真成」の墓誌を発見した。以下のことから、この「井真成」は、九州倭国の皇族であると考えられる。
- 死後追贈された役職「尚衣奉御」は、皇帝の衣服を管理する部門の責任者で単なる留学生に与えられるものではない。当時この官職に就くことができたのは、皇子を含む皇室貴族だけだった。
- 井真成の死は皇帝に報告され、葬儀の費用は唐政府が負担したと記されているが、これは三等官以上の外国使節に対する扱いである。
- 現在[いつ?]「井」という姓は九州熊本県の産山村・南小国町・一の宮町などに多く存在する[注 43]。
- 井は倭（ゐ）に通じる。

### 地名
- 大宰府政庁の「蔵司」「老司」、北九州市の「門司」、山口県の「下関」、大分県の「佐賀関」等々は、九州倭国の役所と考えられる[32]。
- 大分県の「国東半島」の国東とは、九州倭国の東という意味である。

### 駅路
古代日本では、駅路という全長6,300kmにも及ぶ幅6-30mの直線的道路が本州をほぼ縦断して全国に作られ、沿線には「駅家（うまや）」という休憩・宿泊施設も作られていた。これは2021年（令和3年）現在の日本の高速道路網にも匹敵するものであるが、これだけの道路の建設にもかかわらず、どれだけ費用がかかり、誰が負担したかと言う事がわかっていない。当時の人口は500万人程度と推測されており、建設には長い歳月と膨大な労力が必要だったと考えられる。これらも九州倭国が、半島での戦争を遂行するために兵員の移動・物資の補給用に建設したものであると考えられる。

## 説の歴史と問題点

### 説の歴史
九州王朝説の提唱者である古田は親鸞研究での堅実な実績で知られ、当初は『史学雑誌』78-9や『史林』55-6、56-1など、権威あるとされる研究誌での公表を行い、一定の評価を得ていた。九州王朝説に関しても、一時期は高等学校日本史教科書の脚注で「邪馬台国（邪馬壱国とする説もある）」と言及されたこともある。しかしその後、勤務校の紀要を除けば、学術雑誌や学会発表などの手段によって自己の主張を公表する過程を踏むことが少なくなり、学界からの反応がなくなった。
歴史学、考古学等の研究者は、本説の内容に関して、考古学の資料解釈の成果とそぐわないこと等をもって、検証に耐えうる内容ではないとしており、当初古田が権威あるとされる研究誌での公表を行っていた頃には評価とあわせ批判をしていたものの、主要な百科事典や邪馬台国論争史を著述した研究書においても記載されていない。
その一方で、一般市民や在野の研究者の中には熱心な支持者が存在し、従来の古代日本史学をいまだ皇国史観の影響下にあるものと見て、本説はそれに代わる新しい史観であり、「日本古代史の謎や矛盾を無理なく説明できる」と主張している。また本説からは多くの亜流が生まれている。

### 問題点
九州王朝説は根拠に示すとおり多くの証拠があるにも拘らず日本古代史学界からは黙殺されている。それは以下のような理由による。
1. 通説とあまりにかけ離れており日本古代史学界の多くの研究成果を否定することになる[注 45]。
2. 古田武彦やその支持者が史料批判など歴史学の基礎手続きを尊重していない[注 46]。
3. 古田武彦の漢文の読み方が恣意的である[注 47]。
4. 重要な古文書をまともに読んでいない[34]。

### 問題点に対する九州王朝説側からの意見等
飛鳥時代以前を記録した一次史料は金石文や発掘された木簡など僅かしか存在しない、従って説の論拠となる史料は、この僅かな一次資料と記紀や万葉集、漢-唐、朝鮮の歴史書等に散見される間接的な記事、九州年号や大宰府、那珂遺跡群、金印、神籠石などである。この資料の少なさが、九州倭国否定論の論拠の一つとなっており、また多くの亜流を生む原因ともなっている。通説側から九州倭国の存在を仮定しての日本書紀等の既存資料の解釈が恣意的であると問題視されているが、九州王朝説からすると「古代ヤマト王権の存在を裏付ける都城などの遺跡、官僚機構の存在を示す木簡などの一次資料は全く存在せず、通説は二次資料・三次資料である記紀を鵜呑みにしたヤマト王権一元論を前提にその他の資料を無視したり曲解しており、資料の扱いが恣意的である」となる。
『日本書紀』の神代巻に「筑紫」は14回出現するが「大和」は1回も出現しないことなどから、神代の舞台は九州であるとする意見は九州王朝説に限らず多いが、九州王朝説の一部の論者の中には上記のように「壬申の乱」の舞台までも九州であるとして、記紀の殆どは「九州倭国」の史書からの盗用であり、「古代ヤマト王権」の文献資料など存在しないとする見方もある。
九州王朝説は九州王朝一元論に陥り易いが、これは記紀の基になった九州王朝の史書が九州王朝一元論によって書かれていたためにそう観えるのであり、現実を正確に反映しているわけではない。古田武彦は自分の仮説は九州王朝と大和王朝の双方の存在をみとめる「多元王朝説」なのであって九州王朝一元説は支持しないと明言している。
また、九州王朝説の支持研究者間でも、白村江の戦いまでを九州倭国の歴史と見る、壬申の乱までを九州倭国の歴史と見る、大化の改新まで九州倭国の歴史と見る等考え方は様々であり定まっていない。かつて古田の弟子であり今は袂を分かった原田実のように、九州王朝は磐井の乱で大和朝廷に屈したと考える論者もいる。中小路駿逸（元追手門学院大学教授）は、雑誌「市民の古代」への投稿について「控え目に言って玉石混淆」と評しており、一部の支持者の主張が突拍子もないと言う類であることを認めている。

## 関連書

### 肯定側
- 古田武彦 『「邪馬台国」はなかった』 朝日新聞社（のち角川文庫、朝日文庫）、1971年 ISBN 978-4022607416
- 古田武彦 『失われた九州王朝』 朝日新聞社（のち角川文庫、朝日文庫）、1973年 ISBN 978-4022607508
- 古田武彦 『盗まれた神話-記・紀の秘密-』 朝日新聞社（のち角川文庫、朝日文庫）、1975年 ISBN 978-4022607836
- 古田武彦編 『邪馬壹国から九州王朝へ』 新泉社、1987年 ISBN 978-4-7877-8720-0
- 古田武彦 『古代は輝いていた一-『風土記』にいた卑弥呼-』 朝日新聞、1988年 ISBN 978-4022604972
- 古田武彦 『古代は輝いていた二-日本列島の大王たち-』 朝日新聞、1988年 ISBN 978-4022604989
- 古田武彦 『古代は輝いていた三-法隆寺の中の九州王朝-』 朝日新聞、1988年 ISBN 978-4022604996
- 古田武彦 『古代史60の証言』 かたりべ文庫、1991年 ISBN 978-4-397-50339-9
- 古田武彦、福永晋三、古賀達也 『九州王朝の論理—「日出ずる処の天子」の地』 明石書店、2000年 ISBN 4-7503-1293-2
- 古田武彦、谷本茂 『古代史の「ゆがみ」を正す—「短里」でよみがえる古典』 新泉社、1994年 ISBN 4-7877-9403-5
- 内倉武久 『太宰府は日本の首都だった—理化学と「証言」が明かす古代史』 ミネルヴァ書房、2000年 ISBN 4-6230-3238-8
- 草野善彦 『放射性炭素年代測定と日本古代史学のコペルニクス的転回』 本の泉社、2003年 ISBN 4-8802-3646-2
- 九州古代史の会編 『「磐井の乱」とは何か—九州王朝多元説を追う』 同時代社、2006年 ISBN 978-4-88683-593-2

### 否定側
- 岡田英弘 『倭国—東アジア世界の中で』 中央公論新社、1977年 ISBN 4121004825
- 山尾幸久 『新版 魏志倭人伝』 講談社、1986年 ISBN 406148835X
- 安本美典 『虚妄（まぼろし）の九州王朝—独断と歪曲の「古田武彦説」を撃つ』 梓書院、1995年 ISBN 4-87035-066-1
- 安本美典 『古代九州王朝はなかった—古田武彦説の虚構』 新人物往来社、1986年 ISBN 4-404-01352-3
- 安本美典 『邪馬一国はなかった』 徳間書店、1988年 ISBN 4195986060
- 高木彬光 『邪馬壱国の非論理』 私家版、1977年
- 高木彬光 『邪馬壹国の陰謀』 日本文華社、1978年
- 原田実 『幻想の多元的古代—万世一系イデオロギーの超克』 批評社、2000年 ISBN 4826502958
- 原田実 『トンデモ日本史の真相』 文芸社、2007年 ISBN 4286027511
- 久保田穣 『古代史のディベート』 大和書房、1994年 ISBN 447995029X
- 鷲﨑弘朋 『邪馬台国の位置と日本国家の起源』 新人物往来社、1996年 ISBN 4404024053
- 西野凡夫 『古代天皇の系譜と紀年 さらば九州王朝論』 高城書房出版、1997年 ISBN 4924752584
- 張明澄 『誤読だらけの邪馬台国 中国人が記紀と倭人伝を読めば』 久保書店、1992年